# Orestias minimus
Orestias minimus är en fiskart som beskrevs av Tchernavin, 1944. Orestias minimus ingår i släktet Orestias och familjen Cyprinodontidae. Inga underarter finns listade i Catalogue of Life.